# Sten Carlquist
Sten Jakob Arne Carlquist, född 8 januari 1908 i Stockholm, död 7 februari 1972 i Enskede församling, var en svensk arkitekt. 
Carlquist, som var son till snickarmästare Anders Carlquist och Anna Hansson, avlade studentexamen 1927, byggnadsingenjörsexamen vid Tekniska skolan 1930 och utexaminerades från Kungliga Tekniska högskolan 1937. Han anställd hos arkitekterna Gustaf Clason och Wolter Gahn 1930–1932, på Kooperativa förbundets arkitektkontor 1932–1935, hos arkitekt Wolter Gahn 1937–1939, på HSB:s arkitektkontor 1939–1942, arkitekt Gustaf Clason 1942–1946, var chefsarkitekt på Sparfrämjandets arkitektkontor 1946–1954 och bedrev egen arkitektverksamhet från 1954. Carlquist ritade bland annat bank-, kontors- och bostadshus för Norrköpings sparbank, Immanuelskyrkan i Norrköping, Karlskrona sparbank, Västernorrlands läns sparbank i Sollefteå, kontorshus i Huddinge och Svenska handelsbanken i Kalmar.